# Manuel Custódia
Alexandre Manuel Carvalho da Custódia (* 3. Oktober 2001 in Lissabon, Portugal) ist ein ehemaliger portugiesischer Kinderdarsteller und Model.

## Leben
Custódia war im Babyalter in der portugiesischen Telenovela Sonnenaufgang zu sehen. Er hatte 2010 eine Rolle in dem Spielfilm América. 2017 begann er zu modeln.

## Filmografie
- 2002–2003: Sonnenaufgang (Amanhecer, Fernsehserie)
- 2010: América (América)
- 2013–2014: Belmonte (Belmonte, Fernsehserie)